# 伍丹戈
伍丹戈（1912年—1984年），男，江苏常州人，中国经济学家、经济史学家，曾任复旦大学教授，中国财政学会理事。